# Карл Герланд
Карл Герланд (нім. Karl Gerland; 14 липня 1905, Трендельбург — 21 квітня 1945, Франкфурт-на-Одері) — німецький політичний діяч, групенфюрер СС (1 серпня 1944), унтерофіцер вермахту.

## Біографія
Син торговця. У 1920 році закінчив реальну гімназію; член націоналістичних молодіжних організацій. З 1923 року працював на будівництві автобанів. У травні 1929 року закінчив Вищу технічну школу в Ганновері, член студентського націоналістичного об'єднання. У 1928-29 роках працював на технічних підприємствах. 1 грудня 1928 року вступив в НСДАП (партквиток №176 572). З вересня 1930 року — крайсляйтер Гофгайсмара і керівник району Гофгайсмар-Вольфгаген. З січня 1932 року — заступник керівника пропаганди гау і керівник району Фульда-Герсфельд-Гюнфельд. З березня 1932 року — керівник пропаганди гау Гессен-Нассау-Північ. З 1934 року — керівник земельної служби Кургессена в Імперському міністерстві народної освіти і пропаганди. З 12 листопада 1934 року — керівник управління Партійної канцелярії, керівник відділу інформації. У 1936 році обраний депутатом Рейхстагу від Лігніца. У березні-травні 1937 року перебував на військовій службі. 9 листопада 1937 року вступив в СС (посвідчення №293 003). З 10 листопада 1938 року — заступник гауляйтера Нижнього Дунаю. 20 квітня 1940 року отримав ранг гауптдінстляйтера. З 20 травня по 6 вересня 1940 року перебував у діючій армії, учасник Французької кампанії. З 1943 року — комісар гау. З 13 грудня 1944 року — гауляйтер і оберпрезидент Кургессена. Після того, як територія гау була окупована союзниками, виїхав до Берліна, де був направлений у війська унтерофіцером. Загинув у бою з радянськими військами.

## Нагороди
- Золотий партійний знак НСДАП (30 січня 1938)
- Залізний хрест 2-го класу (1941) — за бойові заслуги під час Французької кампанії.